# 구만초등학교 (경남)
구만초등학교는 대한민국 경상남도 고성군 구만면 효락리에 있는 공립 초등학교이다.

## 학교 연혁
- 1932년 6월 11일: 구만공립보통학교 개교 (설립인가 6월 1일, 도산서원)
- 1938년 4월 1일: 구만공립심상소학교로 개칭
- 1941년 4월 1일: 구만공립국민학교 개칭
- 1996년 3월 1일: 구만초등학교로 개칭

## 참고 자료
- 구만초등학교 - 한국교육학술정보원 학교알리미